# 愛石
愛石（あいせき、明和5年- 文政10年7月2日）は、文化・文政（1804～1830）頃に活躍した画僧。名は眞瑞、字は黙叟、愛石はその号。紀州出身とされる。野呂介石・長町竹石と並んで、三石と称された。

## 生涯
黄檗画僧として、1809年（文化6年）河内国宝寿寺に住し、また宇治の萬福寺に居ったという。画法を野呂介石に学んだとも言われるが、その作品の多くは池大雅の風であり、軽妙な表現の山水を得意とした。世に野呂介石・長町竹石と併せて三石と称された。平田竹軒の白鷗吟社の一員でもあった。また詩書篆刻にも達していたという。大塩平八郎と親交があり、天保8年（1837年）の大塩平八郎の乱に連座して捕われ、ついに獄死したという説がある。ただし、この説は明治初年刊行の『河内国人物誌』にしか見えない。
上記の説について、藪田実は『摂陽奇観』に「河州誉田八幡宮社僧富一件に付落着致し獄門に懸る事、画僧愛石師も是より已前牢死致され候事」とあり、史実ではないと結論づけた。藪田によれば、大塩の三大功績である河内国誉田八幡宮社僧の女犯一件に際して、愛石がその関係者を匿って逮捕されたことから生まれた伝説だという。